# Syngrapha alpina
Syngrapha alpina là một loài bướm đêm trong họ Noctuidae.